# Formigueret del Quijos
El formigueret del Quijos (Microrhopias quixensis) és una espècie d'ocell de la família dels tamnofílids (Thamnophilidae) i única espècie del gènere 	Microrhopias.

## Hàbitat i distribució
Habita la selva humida, sotabosc i matolls, a les terres baixes des de Mèxic cap al sud per Nicaragua, Costa Rica i Panamà, oest de Colòmbia i de l'Equador. Des del sud-est de Colòmbia, Surinam i Guaiana Francesa, cap al sud, a través de l'est d'Equador i del Perú fins al nord de Bolívia i nord del Brasil. També a Brasil centra.